# Wilfried Gröbner
Pour les articles homonymes, voir Grobner.
Wilfried Gröbner est un footballeur et entraîneur allemand, né le 18 décembre 1949 à Eilenbourg.

## Carrière de joueur
- 1967-1980 :  Lokomotive Leipzig

## Carrière d'entraîneur
- 1988-1989 :  Rot-Weiss Erfurt
- 1990-1994 :  SSV Reutlingen 05

## Statistiques
- 7 sélections et 0 but avec l'équipe d'Allemagne de l'Est de football de 1976 à 1979.
- 1er match en sélection :  Allemagne de l'Est -  Algérie (5-0)
- Dernier match en sélection :  Allemagne de l'Est -  Bulgarie (0-1)